# حارة ظلان (صنعاء)
حارة ظلان هي إحدى حارات حي بيت بوس بضواحي الأمانة مديرية سنحان وبني بهلول، بلغ تعداد سكانها 1476 نسمة حسب تعداد اليمن لعام 2004.